# Bandeira do Malawi
A bandeira do Malawi foi adoptada a 06 de julho de 1964, dia da independência do Malawi, sob presidência do Dr. Hastings Kamuzu Banda.
Assemelha-se à bandeira Pan-Africana, projetada pela AUPN de Marcus Garvey, com as faixas vermelhas e pretas invertidas e um sol vermelho no alto. Assemelha-se também à bandeira da república de Biafra.

## Bandeira anterior
Em 29 de julho de 2010, uma nova bandeira foi proposta pelo então presidente Bingu wa Mutharika. Em comparação com a atual bandeira do país, as listas verde, vermelha e preta foram alteradas para que o fundo ficasse igual à bandeira Pan-Africana, além do sol nascente vermelho ter sido substituído por um sol branco, representando o progresso econômico do Malawi desde sua independência.
A decisão foi criticada por vários setores da sociedade, que a teriam considerado arbitrária e onerosa para a população do Malawi.
Após a morte de Mutharika, em abril de 2012, o Parlamento  do país votou pelo retorno da antiga bandeira, que foi adotada oficialmente em 28 de maio do mesmo ano.

## Bandeiras históricas

Bandeira utilizada antes da independência.
Bandeira utilizada de 2010 a 2012.

## Simbologia
- O sol representa o "amanhecer" de esperança e liberdade para toda a África;
- O preto, o povo africano;
- O vermelho o sangue dos mártires da independência africana;
- O verde representa a vegetação do país.